# C/1864 N1 (Tempel)
Pour les articles homonymes, voir Tempel.
C/1864 N1 est une comète à longue période découverte par Ernst Wilhelm Tempel.
À son passage en août 1864, on a fait pour la première fois des analyses spectrales sur une comète.